# Never Get Better
Never Get Better is het debuutalbum van de Indonesische indieband Reality Club. Het album werd uitgebracht op 19 augustus 2017 onder het label Lirico en Inpartmaint. Het album werd gemasterd en gemixt door Marvin Uniputty.

## Tracklist
| Nr.          | Titel                        | Duur  |
| ------------ | ---------------------------- | ----- |
| 1.           | "Elastic Hearts"             | 4:35  |
| 2.           | "Things I Don't Know"        | 3:21  |
| 3.           | "Shouldn't End This Way"     | 4:36  |
| 4.           | "Cursive Curses"             | 2:51  |
| 5.           | "Fatal Attraction"           | 3:30  |
| 6.           | "Hesitation"                 | 5:12  |
| 7.           | "Okay"                       | 5:24  |
| 8.           | "Mentors"                    | 4:45  |
| 9.           | "A Graceful Retreat"         | 4:28  |
| 10.          | "For Lack Of A Better World" | 4:50  |
| 11.          | "Is It The Answer?"          | 3:50  |
| 12.          | "Never Get Better"           | 5:20  |
| 13.          | "Epilogue"                   | 3:10  |
| Totale duur: | Totale duur:                 | 53:52 |